# Bahr al-Ghazal (fiume)
Il Bahr al-Ghazāl (anche Bahr el-Ghazāl; in arabo بحر الغزال‎?) è un fiume che scorre nel Sudan del Sud.
In italiano e nelle lingue occidentali è chiamato anche il fiume delle gazzelle, che è una traduzione del suo nome arabo. La regione sudsudanese del Bahr al-Ghazal prende il nome dal fiume.

## Geografia
Il Bahr al-Ghazāl è il principale affluente sinistro del Nilo. È lungo 716 km, e scorre attraverso le zone paludose del Sudd verso il Lago No, dove si getta nel Nilo Bianco.

## Idrologia

In rosso le paludi del Sudd - il Bahr el-Ghazal è il principale affluente di sinistra

Il bacino idrografico del Bahr al-Ghazāl è il più grande fra tutti i sottobacini del Nilo, con un'estensione di 520.000 km², ma contribuisce con una portata relativamente ridotta, circa 2 m³/s (media annuale), a causa dei volumi d'acqua persi nelle paludi del Sudd. Stagionalmente, la portata può variare da 0 a 48 m³/s.
Secondo alcune fonti, il fiume si formerebbe alla confluenza del Jur con il Bahr al-Arab. Tuttavia, fonti più recenti sostengono che il fiume nasca nelle paludi del Sudd senza sorgente, che il Jur vi si unisca nel lago Ambadi, e il Bahr al-ʿArab più a valle. Il bacino del fiume sarebbe quindi, inclusi gli affluenti, di 851459 km², spaziando dal confine con la Repubblica Centrafricana alla regione del Darfur.

## Storia
Il fiume fu descritto per la prima volta nel 1772 dal geografo francese Jean-Baptiste Bourguignon d'Anville, sebbene fosse vagamente conosciuto già dagli antichi geografi greci.